# Зелёный пояс Лондона

Зеленый пояс Лондона среди прочих зеленых поясов Англии.

Зелёный пояс Лондона (англ. Metropolitan Green Belt, London’s Green Belt) — зелёный пояс, расположенный на территории Большого Лондона (около 10 %) и в окружающих его графствах (около 90 %). Площадь — 554,7 тысячи га (на 2011 год), более чем в три раза превышает площадь самого Лондона. Создан по проекту Лесли Аберкромби после Второй мировой войны с целью предотвращения дальнейшего разрастания города.

## История
Первая попытка ограничить разрастание Лондона была предпринята актом парламента в 1593 году, запретившего возведение новых зданий на расстоянии трёх миль от Лондона и Вестминстера. На протяжении XIX века население Лондона увеличилось в 6 раз, появление железных и автомобильных дорог способствовало расползанию городской застройки. Акт парламента 1938 года определил зелёную зону как место отдыха и занятия сельским хозяйством, и предоставил местным властям право приобретать землю в Лондоне для предотвращения дальнейшей застройки. Этот закон предусматривал возможность перехода частных землевладений в границы зелёного пояса. В 1947 году был принят новый акт парламента — о городском и сельском планировании. Последующие нормативные акты для целей зелёного пояса устанавливали чёткие различия между городом и селом.